# Fortuna Redux

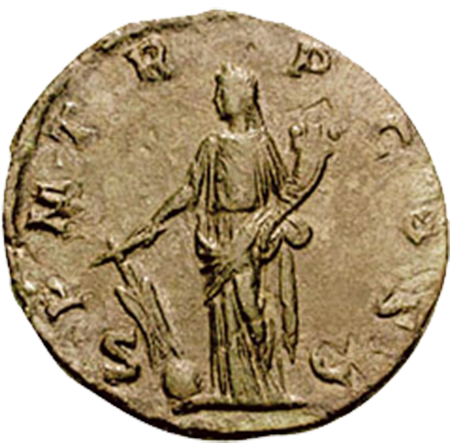
Representación de Fortuna Redux en una moneda del. Sostiene una cornucopia y un timón fijado al globo.

Fortuna Redux era una forma de la diosa Fortuna en el Imperio Romano que vigilaba el regreso de un viaje largo o peligroso. Se la representaba con la cornucopia típica de Fortuna, con su función específica representada por un timón o un remo de dirección, a veces junto con un globo terráqueo.

## Orígenes
El culto de Fortuna Redux se introdujo en la religión romana en el 19 a. C., creando una nueva festividad (ferie) el 12 de octubre que originalmente marcó el regreso de Augusto a Roma desde Asia Menor en el 19 a. C. A partir de ese momento, recibió sacrificios anuales de los pontífices y vestales en un altar dedicado a ella (Ara Fortunae Reducis) . Después de la muerte de Augusto, la festividad se conoció como Augustalia, y fue un desarrollo importante en el complejo de celebraciones religiosas relacionadas con el culto imperial.

## Lugares de adoración
El altar de Fortuna Redux fue inaugurado el 12 de octubre y dedicado el 15 de diciembre. Probablemente estaba junto al Templo de Honor y Virtud, cerca de la Puerta Capena. El altar está representado en varias monedas y parece que era "relativamente modesto".Domiciano construyó un templo para la diosa, tras un regreso triunfal de la guerra en Alemania en el 93 d. C. Lo más probable es que el templo estuviera en la ladera de la Colina Capitolina con vistas a la Porta Triumphalis. Se ha identificado con un templo en un panel que representa una ceremonia de llegada (adventus) en el Arco de Marco Aurelio. El templo representado tiene símbolos de Fortuna en el frontón, y un diseño de tetrástilo y próstilo de orden corintio. Existe alguna posibilidad de que se trate del templo tetrástilo por un fragmento del plano de Mármol de Severo. Las monedas indican que la estatua de culto estaba de pie y sostenía el timón y la cornucopia, que son sus atributos habituales.

## Culto
Fortuna Redux fue ampliamente difundida en el Imperio de Occidente como la tutela del regreso seguro del emperador a la ciudad cuando viajaba al extranjero, acontecimiento que reafirmaba a Roma como el centro del mundo imperial. En Cirta, Numidia, una inscripción conserva una dedicación a Fortuna Redux Augusta por parte de un funcionario local, con el epíteto Augusta marcando la relación de la diosa con el culto imperial. Ella era la manifestación más común de Fortuna representada en las monedas imperiales. En 211 dC, por ejemplo, la acuñación con Fortuna Redux conmemoró el regreso de Caracalla y Geta de Britannia . También aparece en las monedas emitidas por Septimio Severo, Galieno y otros emperadores.
Aunque su culto se estableció como parte de la religión estatal en Roma, la diosa recibió devoción personal de individuos en otras partes del Imperio, como lo indican las inscripciones en cumplimiento de un voto (votum) que expresaba gratitud por un regreso seguro. Una inscripción de Glanum registra un altar votivo dedicado por un militar veterano de la Legio XXI Rapax para Fortuna Redux junto con las deidades celtas Glanis y Glanicae.

## Divinidades relacionadas
Existe una forma de Júpiter con el epíteto Redux. El timón y la cornucopia también aparecen como atributos de la Isis-Fortuna sincretizada .